# Matías de Anglés y Gortari
Matías de Anglés Lizarazu y Gortari fue un militar y político español, que se desempeñó como juez en la Gobernación del Paraguay en 1728 y como gobernador interino del Tucumán entre 1735 y 1738.

## Biografía
Matías de Anglés Lizarazu y Gortari nació en la nobleza de Villa de Lerín, Navarra, España. Fueron sus padres José de Anglés y Meca y María de Gortari y Lizarazu. Desde niño fue un protegido de Manuel de Oms y de Santa Pau, marqués de Castelldosríus, quien lo hizo estudiar. Cuando ese marqués fue designado virrey del Perú, se trasladó a América acompañándolo.
Regresó a España para seguir la carrera militar y tuvo destacada actuación en África, lo que le valió ascensos militares. En 1726, instalado finalmente en América, el virrey José de Armendáriz lo designó teniente general, justicia mayor y capitán de guerra de la ciudad de Córdoba. Defendió esa ciudad con éxito de la invasión de los abipones.
Con motivo de las revoluciones comuneras, fue enviado al Paraguay por orden del virrey Armendáriz para esclarecer la verdad en los sucesos provocados por José de Antequera y Castro y la causa comunera. Anglés, en calidad de juez pesquisidor, llegó a Asunción en mayo de 1728. Una vez instalado en la provincia, trató de proceder con ecuanimidad e inició un duro proceso contra los revolucionarios y adherentes del líder del común.
En los primeros autos, sentenció a un connotado comunero, Ramón de las Llanas. Lo apresó y engrilló y lo desterró al castillo de Arecutacuá. A raíz de este fallo, la población adhirió a que de la misma manera procediera contra otros inculpados. Sus allegados le alertaron de que si continuaba con disposiciones de esta índole, podría conducirlo a problemas graves, inclusive la muerte. En consecuencia, Anglés abandonó su misión y se retiró a Potosí, donde fue corregidor hasta 1735.
Ante los serios sucesos provocados por los indígenas chaqueños en el valle de Salta (trescientos muertos en el alzamiento del 5 de enero de 1735), el Real Acuerdo de Lima dispuso que la Real Audiencia de Charcas lo designara para sustituir interinamente al gobernador del Tucumán, Juan de Armaza y Arregui.
Hombre activo, de inmediato dispuso varias campañas contra los aborígenes chaqueños, pero no pudo coronar sus esfuerzos, pues la falta de comunicación, en ese entonces, le jugó una mala pasada. El 21 de febrero de 1738 el cabildo de Córdoba recibía como nuevo gobernador del Tucumán a Juan de Santiso y Moscoso, designado por el rey.
Después de encontrarse con Moscoso, Anglés se retiró al Perú, donde falleció en 1738.

## Gobierno del Tucumán (1735-1738)
El 12 de octubre de 1735 fue designado por la Real Audiencia de Charcas para asumir interinamente la gobernación. Se hizo cargo en Salta el 25 de noviembre de 1735.
Tuvo una enérgica actitud ante los indígenas, organizó las milicias e impuso respeto a los aborígenes. Sus acciones más importantes en 1736 estuvieron destinadas a vencer a los nativos de la zona chaqueña, en especial a los abipones.